# Skandináv-félsziget
A Skandináv-félsziget egy félsziget Észak-Európában. Magába foglalja Norvégia és Svédország teljes szárazföldi területét, valamint Finnország északi részét. Nevét a legdélebbi részén található Skåne tartományról kapta.
A félszigetet északnyugatról és nyugatról a Norvég-tenger (Atlanti-óceán), délről az Északi-tenger, a belőle nyíló szorosok (Skagerrak, Kattegat) és a Balti-tenger, keletről a Botteni-öböl határolja.
Kb. 720 000 km²-es területével Európa legnagyobb félszigete.

## Földrajza
A félsziget kb. 1850 km hosszú, szélessége 370–805 km között változik. Területe mintegy 720 000 km², ennek nagyjából negyedrésze az északi sarkkörön túl fekszik. Legészakibb pontja (és egyben az európai kontinensé is) a Nordkinn-fok.
Nyugati részén húzódik a Skandináv-hegység, amely többnyire a három ország határát jelöli ki, de délen Norvégia belső területei felé folytatódik. Legmagasabb pontja a norvégiai Galdhøpiggen (2469 m). Itt található az európai kontinens legnagyobb gleccsere, a Jostedalsbreen is.
A népesség legnagyobb része a félsziget déli részén koncentrálódik. Legnagyobb városai a svédországi Stockholm és Göteborg, valamint Norvégia fővárosa, Oslo.